# New Peoples Democratic Party
De New Peoples Democratic Party (Nederlands: Nieuwe Democratische Volkspartij, nPDP) is een voormalige politieke partij in Nigeria die voortkwam uit de Peoples Democratic Party en in 2013 grotendeels opging in het All Progressives Congress (APC).
De partij stond onder leiding van al-hadji Abubakar Kwau Baraje. Deze laatste brak in 2018 met het APC en richtte met oud-leden van de nPDP de partij weer op als onderdeel van het Reformed APC, een afsplitsing van het APC. Korte tijd later sloot Baraje zich weer aan bij de PDP.